# Wolfgang Friedrich Geß

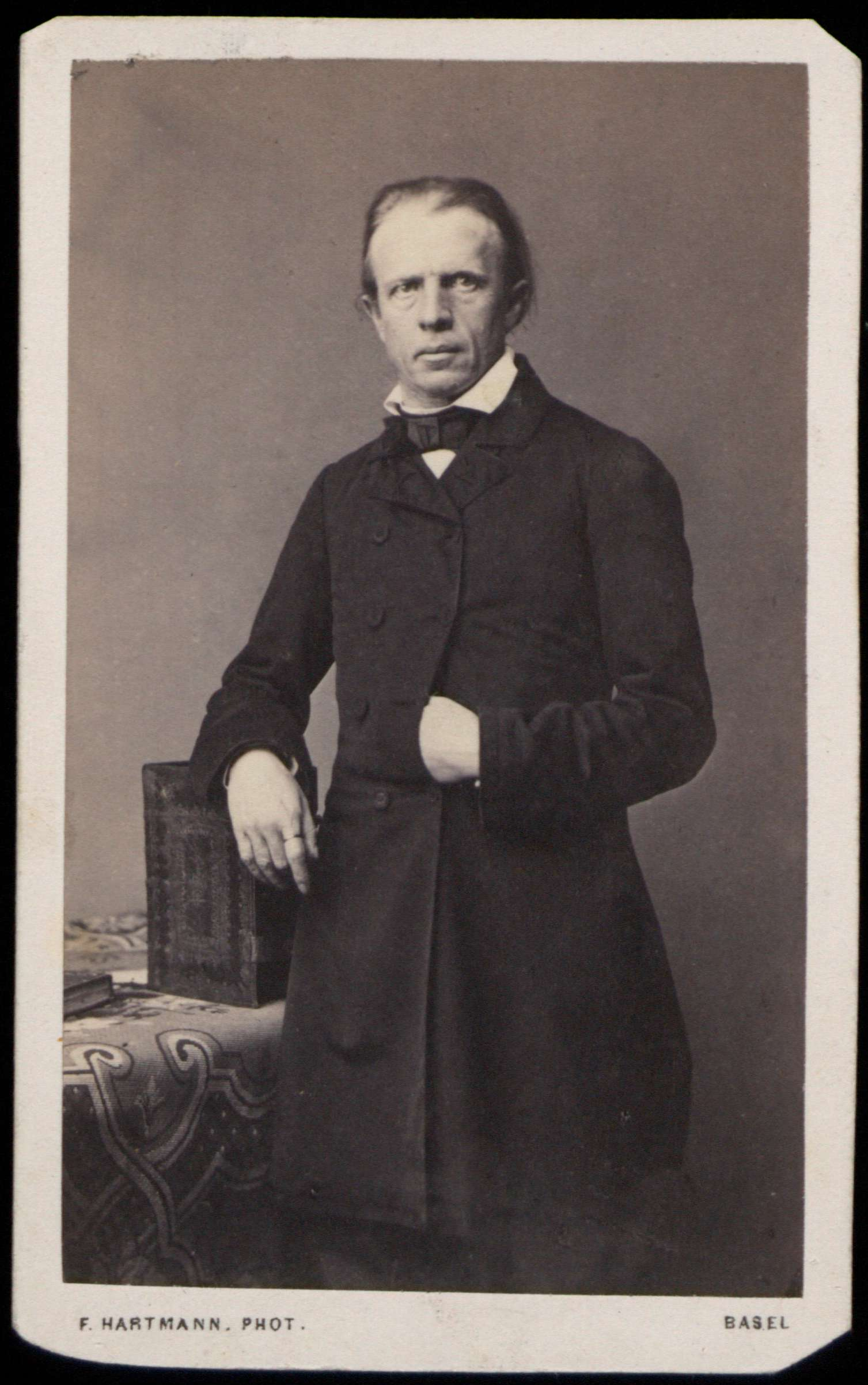
Wolfgang Friedrich Geß (zwischen 1870 und 1890)

Wolfgang Friedrich Geß (* 27. Juli 1819 in Kirchheim unter Teck; † 1. Juni 1891 in Wernigerode) war ein deutscher evangelischer Theologe.
Von 1850 bis 1864 war er theologischer Lehrer in Basel am Missionshaus der Basler Mission. Danach wurde er Professor für Systematische Theologie in Göttingen, ab 1871 in Breslau. 1879 wurde er zum Nachfolger des verstorbenen, seit 1854 amtierenden Generalsuperintendenten in Posen, Friedrich Cranz (1809–1878), berufen. Geß trat sein neues Amt im April 1880 an und leitete bis 1884 als Generalsuperintendent die altpreußische Kirchenprovinz Posen. Ihm folgte Johannes Hesekiel im Amt. In Wernigerode setzte er sich zur Ruhe.
Das Hauptwerk des Bibelforschers war das mehrbändige Christi Person und Werk nach Christi Selbstzeugniss und den Zeugnissen der Apostel (1878–1887). Geß ist bekannt als Hauptvertreter der Kenose. 
Sein Sohn war der Historiker Felician Geß (1861–1938).